# Thunder (peschereccio)
Il Thunder è stato un peschereccio battente bandiere nigeriana del 1969 che venne fatto inabissare nel 2015.

## Storia
La nave venne costruita nel 1969 in Norvegia ed ebbe molti nomi, tra cui: Vesturvón, Arctic Ranger, Rubin, Typhoon I, Kuko e Wuhan N4. La nave fu registrata l'ultima volta a Lagos (Nigeria); tuttavia, la nave fu ufficialmente cancellata dalla lista dalla Nigeria una settimana prima che naufragasse.

### Pesca illegale e naufragio
Il Thunder faceva parte del "Bandit 6", un gruppo di sei pescherecci che pescavano illegalmente l'austromerluzzo della Patagonia nell'Oceano Antartico. 
Al momento del suo naufragio, l'equipaggio era composto da 30 indonesiani e 10 ufficiali provenienti da Spagna, Cile e Portogallo, che furono consegnati alle autorità di São Tomé e Príncipe. Gli ufficiali dell'equipaggio furono successivamente processati e condannati per diversi reati di pesca illegale. Il capitano, Luis Alfonso Rubio Cataldo, proveniente dal Cile, venne condannato a tre anni. Lo spagnolo direttore di macchina della nave, Agustín Dosil Rey, fu condannato a due anni e nove mesi. Il primo ufficiale di macchina della nave, lo spagnolo Luis Miguel Pérez Fernández, fu condannato a due anni e otto mesi. Insieme, furono multati per un totale di oltre $17 milioni. L'Interpol ritiene che la nave facesse parte di una flotta di sei bastimenti che operavano attraverso società di comodo sotto Vidal Armadores, una società con sede in Spagna.
Il 12 aprile 2013 fu rilasciato un avviso dell'Interpol per la nave. Nel maggio 2014, il Thunder fu fermato da funzionari malesi per pesca illegale; tuttavia, lasciarono andare la nave dopo che venne pagata una multa di $90.000. Dal 17 dicembre 2014 al 6 aprile 2015, due navi della Sea Shepherd, la Bob Barker e la Sam Simon, nell'ambito dell'Operazione Icefish, inseguirono il peschereccio fuorilegge Thunder per 10.000 miglia dalle acque antartiche dove stava pescando illegalmente l'austromerluzzo della Patagonia fino al punto in cui il Thunder fu fatto inabissare nelle acque di São Tomé e Príncipe alle coordinate https://geohack.toolforge.org/geohack.php?pagename=FV. La nave venne intercettata per la prima volta il 17 dicembre 2014, alle coordinate 62°15′S 81°24′E, all'interno della regione di gestione della CCAMLR (Convenzione per la protezione delle risorse marine viventi in Antartide) mentre dispiegava reti da posta illegali.
L'inseguimento del Thunder durò 110 giorni, battendo il precedente record di 21 giorni, stabilito dalla motovedetta australiana Southern Supporter nell'inseguimento del Viarsa I nel 2003.